# Idaea seeboldiata
Idaea seeboldiata là một loài bướm đêm trong họ Geometridae.